# Davor Mizerit
Davor Mizerit (Koper, Yugoslavia, 4 de enero de 1981) es un deportista esloveno que compitió en remo. Ganó una medalla de plata en el Campeonato Mundial de Remo de 2005, en la prueba de cuatro scull.

## Palmarés internacional
| Campeonato Mundial | Campeonato Mundial | Campeonato Mundial | Campeonato Mundial |
| Año                | Lugar              | Medalla            | Prueba             |
| ------------------ | ------------------ | ------------------ | ------------------ |
| 2005               | Kaizu (Japón)      | Medalla de plata   | Cuatro scull       |